# رودامین ۶جی
رودامین ۶جی (به انگلیسی: Rhodamine 6G) با فرمول شیمیایی C28H31N2O3Cl یک ترکیب شیمیایی است. که جرم مولی آن ۴۷۹٫۰۲ گرم بر مول می‌باشد. شکل ظاهری این ترکیب، بلورهای جامد قرمز تیره است.